# Tanaka Minami
Tanaka Minami (田中 美海 sinh ngày 22 tháng 1 năm 1996) là một nữ diễn viên lồng tiếng người Nhật Bản.

## Đời tư
Vào ngày 22 tháng 11 năm 2023, cô tuyên bố kết hôn.

## Vai diễn đã tham gia

### Anime truyền hình
| Năm  | Tiêu đề                                                             | Vai diễn                                        |
| ---- | ------------------------------------------------------------------- | ----------------------------------------------- |
| 2014 | Dramatical Murder                                                   | Cô gái A, dân làng                              |
| 2014 | Hanayamata                                                          | Hana N. Fountainstand                           |
| 2014 | PriPara                                                             | Non Manaka, Junon, Pinon, Kanon, Kotone, Nodoka |
| 2014 | Re:_Hamatora                                                        | Nữ sinh cao trung B                             |
| 2014 | Wake Up, Girls!                                                     | Katayama Minami                                 |
| 2015 | Assassination Classroom                                             | Okano Hinata                                    |
| 2015 | Hacka Doll                                                          | Mobami, Công chúa Kirara                        |
| 2016 | High School Fleet                                                   | Heki Junko                                      |
| 2016 | Keijo                                                               | Tsukishita Usagi                                |
| 2016 | Mahou Shoujo Nante Mouiidesukara                                    | Daiya                                           |
| 2016 | Schwarzesmarken                                                     | Waldheim Katia                                  |
| 2016 | Scorching Ping Pong Girls                                           | Kamiya Agari                                    |
| 2017 | Idol Time PriPara                                                   | Non Manaka, Junon, Pinon, Kanon                 |
| 2017 | Kakegurui                                                           | Saotome Mary                                    |
| 2017 | New Laughing Salesman                                               | Isobe Nishiki                                   |
| 2018 | Caligula                                                            | Kagura Suzuna                                   |
| 2018 | Killing Bites                                                       | Pure Inui                                       |
| 2018 | Vùng đất thây ma                                                    | Hoshikawa Lily                                  |
| 2019 | Hitori Bocchi no Marumaru Seikatsu                                  | Sunao Nako                                      |
| 2019 | Isekai Cheat Magician                                               | Myura                                           |
| 2020 | Jashin-chan Dropkick!                                               | Ran-Ran Oneechan                                |
| 2020 | Kiratto Pri Chan                                                    | Rabiri                                          |
| 2020 | The Gymnastics Samurai                                              | Kitty Chan                                      |
| 2021 | Diệt Slime suốt 300 năm, tôi level MAX lúc nào chẳng hay            | Shalsha                                         |
| 2021 | Let's Make a Mug Too                                                | Toyokawa Himeno                                 |
| 2021 | Zombie Land Saga Revenge                                            | Hoshikawa Lily                                  |
| 2021 | Tsukimichi: Moonlit Fantasy                                         | Eris                                            |
| 2021 | Midnight Fun Nora Version                                           | Nora                                            |
| 2021 | Muteking the Dancing Hero                                           | Aki                                             |
| 2022 | In the Heart of Kunoichi Tsubaki                                    | Kikyō                                           |
| 2022 | Kakegurui Twin                                                      | Saotome Mary                                    |
| 2022 | I've Somehow Gotten Stronger When I Improved My Farm-Related Skills | Fal-Ys Meigis                                   |
| 2022 | Beast Tamer                                                         | Sora                                            |
| 2022 | Cuộc chiến hầu gái Akiba                                            | Yumechi                                         |
| 2023 | The Ancient Magus' Bride                                            | Jasmine St. George                              |
| 2023 | Yuri Is My Job!                                                     | Amamiya Kanoko                                  |
| 2023 | Mushoku Tensei                                                      | Pursena Adoldia                                 |
| 2023 | Idol Land PriPara                                                   | Non Manaka                                      |
| 2024 | Grendizer U                                                         | Grace Maria Fleed                               |
| 2024 | Make Heroine ga Ōsugiru!                                            | Nukumizu Kaju                                   |
| 2024 | Nina the Starry Bride                                               | Nina                                            |
| 2025 | The Red Ranger Becomes an Adventurer in Another World               | Teltina Liz Wagrel Alvarost                     |
| 2025 | The Unaware Atelier Master                                          | Lieselotte                                      |
| 2025 | Li'l Miss Vampire Can't Suck Right                                  | Ishikawa Luna                                   |